# Kastrycy
Kastrycy (biał. Кастрыцы; ros. Кострицы, pol. hist. Kostryce) – wieś na Białorusi, w obwodzie mohylewskim, w rejonie mohylewskim, w sielsowiecie Mastok, nad Dnieprem.
Do 1917 położone były w Rosji, w guberni mohylewskiej, w powiecie horeckim. Następnie w granicach Związku Sowieckiego. Od 1991 w niepodległej Białorusi.